# Torduff Reservoir
Das Torduff Reservoir ist ein Stausee in Schottland.

## Geographie
Der etwa 460 m lange und maximal 120 m breite See liegt im Süden der Council Area Edinburgh vor der Westflanke der Pentland Hills. Rund 1,5 km nördlich beginnen die südlichen Ausläufer Edinburghs. Südöstlich erhebt sich der Capelaw Hill (454 m).
Der Abfluss aus dem 200 m südwestlich gelegenen Clubbiedean Reservoir bildet den einzigen wesentlichen Zufluss des Torduff Reservoirs. Der am abschließenden Erdwall am Nordostufer abgehende Bonaly Burn vereint sich nach kurzer Strecke mit dem aus dem Bonaly Reservoir abgehenden Dean Burn.

## Geschichte
Die Bauarbeiten zur Stauung des Clubbiedean Burn wurden 1851 abgeschlossen. Wie auch die umliegenden Seen, dient der Stausee der Wasserversorgung von Edinburgh. Betreiber ist der Wasserversorger Scottish Water.

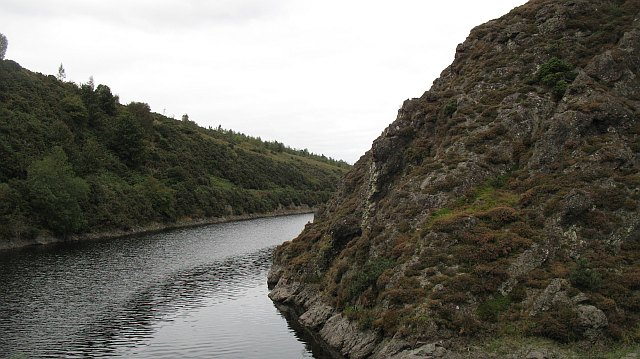
Blick über den engeren Südteil des Sees
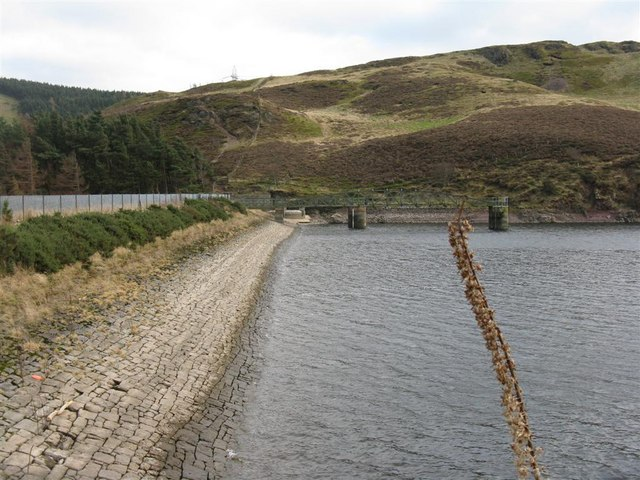
Steinverstärkter Abschlussdamm
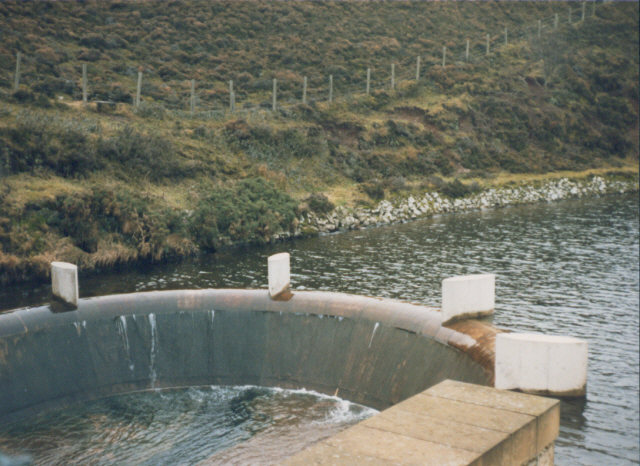
Abfluss aus dem Torduff Reservoir